# Bibbona
Bibbona è un comune italiano di 3 174 abitanti della provincia di Livorno in Toscana.

## Geografia fisica

### Territorio
Il comune di Bibbona si trova nella Val di Cecina nell'Alta Maremma o Maremma Settentrionale, storicamente conosciuta come Maremma Pisana (detta oggi anche Maremma Livornese), e il suo territorio, che comprende circa quattro chilometri di arenili oltre a un grande bosco di notevole valore naturalistico, si estende dalle pendici delle Colline Metallifere fino alla costa bagnata dal Mar Ligure. Il litorale è basso e sabbioso, caratterizzato da spiagge e da estese pinete.
Nei dintorni del paese si trova la Macchia della Magona, un bosco di 1 635 ettari, ricco di sentieri e percorsi naturali che lo collegano ai parchi della Val di Cornia ed alle zone boscose volterrane.
Il bosco ospita una riserva naturale biogenetica protetta, che comprende piante tra le quali l'arboreto da seme, piante adulte di pino bruzio, cipresso comune e pino domestico, inserite in un contesto di macchia mediterranea con specie spontanee come il leccio, la roverella e il cerro.
- Classificazione sismica: "zona 3S"[5]

### Clima
- Classificazione climatica: "zona D", 1417 GR/G
- Diffusività atmosferica: "alta", Ibimet CNR 2002

## Storia
(Attilio Zuccagni-Orlandini, Indicatore topografico della Toscana granducale (1856))

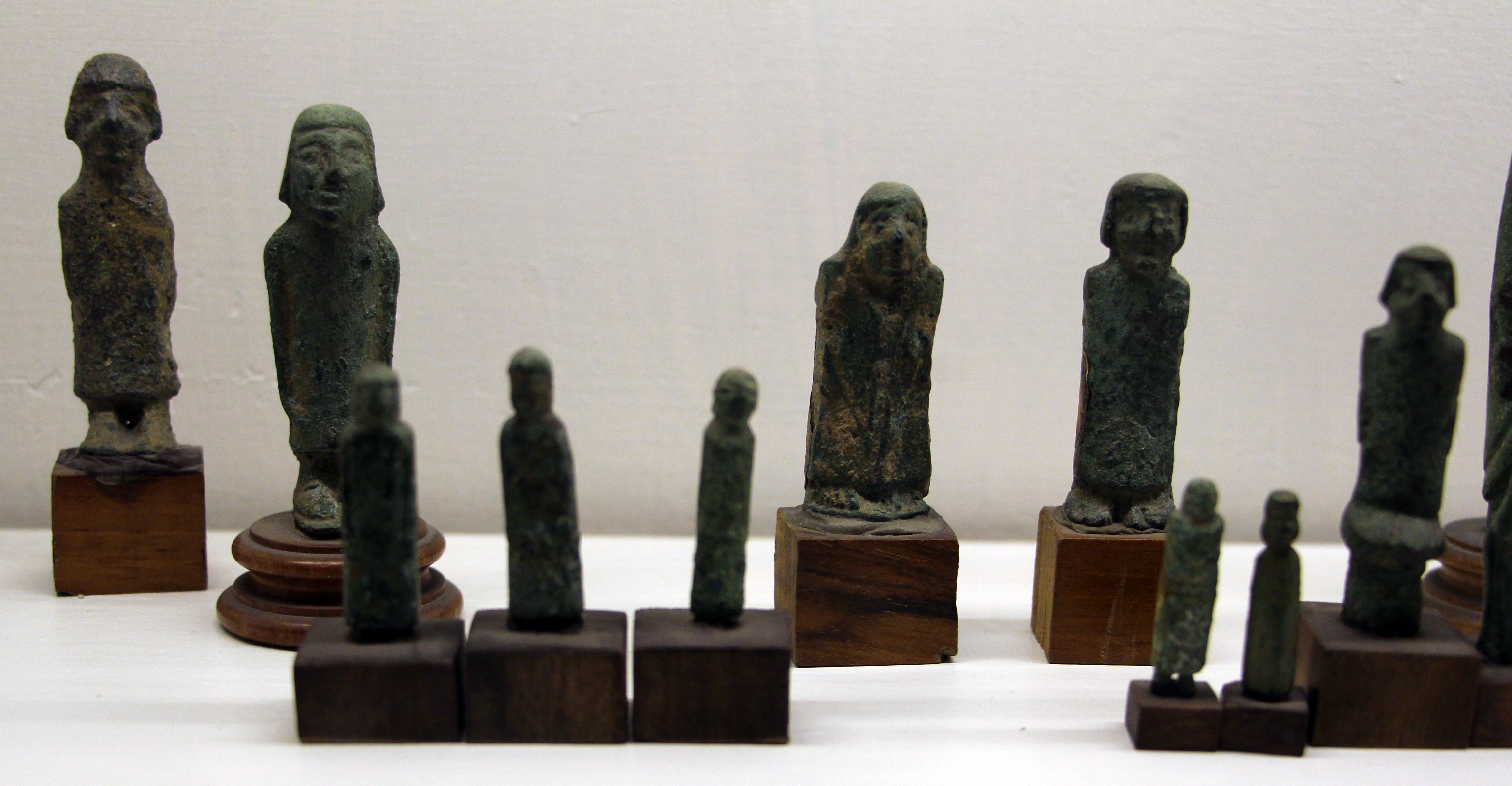
Bronzetti etruschi dalla stipe di Bibbona, VI e V secolo a.C., Museo Archeologico di Firenze

Il toponimo di Bibbona è attestato per la prima volta nel 1109 come Biboni e deriva probabilmente da un nome di persona di origine etrusca come Vipi, divenuto in latino Vibius e poi Bibius. Presso il Botro delle Bugne sono state rinvenuti resti di industria litica riferibile al Paleolitico inferiore.  I dintorni di Bibbona sono abitati dal periodo villanoviano della civiltà etrusca. Tra i reperti etruschi trovati nell'area si segnalano il Capro o Caprone, un bronzetto del VI secolo a.C., e una serie di bronzetti votivi provenienti dalla cosiddetta "stipe di Bibbona" conservati al Museo Archeologico di Firenze.
Non distante dall'attuale abitato, nella piana nel 797 un nobile lucchese fondò un piccolo monastero che in seguito passò sotto il patronato della cattedrale di Lucca. Nel 1040 si ha notizia del suo castello (curte Biboni... cum castello), forse politicamente legato ai potenti Farolfi di Lucca, mentre nel secolo successivo si ha notizia di una disputa tra Ugo della Gherardesca del fu Tedice III ed il vescovo di Lucca sull'esercizio dei diritti feudali della zona, testimonianza della potente crescita dei conti della Gherardesca che esercitavano il loro dominio dal fiume Cecina fino a Vignale e dalle colline di Monteverdi fino alla costa. I conti divennero i maggiori alleati della Repubblica di Pisa che vi esercitò il proprio dominio fino al XVI secolo.
La cinta difensiva del centro fortificato, di cui tuttora si vedono le tracce, risale al XII secolo e fu successivamente ampliata fino a comprendere tutto il colle del centro storico. Sul lato orientale del centro si eleva ancora un'imponente torre quadrata, ben conservata. Insieme alla pregevole pieve di San Ilario del XIII secolo, costituisce una delle testimonianze archiotettoniche di maggior rilievo ed interesse.
I primi passi come comunità vengono però fatti risalire al 1490, quando furono scritti i primi statuti. Contesa per lungo tempo da Firenze e Pisa, fu annessa con tutto il territorio alla Repubblica Fiorentina (1406) e seguì poi le vicende del Granducato di Toscana.
Fu solo verso la fine del XVIII secolo, in seguito alle bonifiche iniziate per ordine di Pietro Leopoldo (bonifiche leopoldine), che gli ampi territori paludosi ed inospitali dell'entroterra furono resi abitabili.
Le prime opere di bonifica dei terreni paludosi costieri si ebbero con il marchese Carlo Ginori che nel 1738 aveva acquistato il marchesato di Riparbella, Cecina e Bibbona. Il territorio bibbonese interessato al prosciugamento delle terre andava dalla Fossa delle Tane che scendeva dalla collina di Casale Marittimo alla Fossa Camilla di Bolgheri, interessando il padule dello Staio, il Fosso della Madonna e il vasto padule di Morcaiola a ridosso delle dune costiere. L'area fu tuttavia bonificata definitivamente intorno alla metà del XIX secolo, essendovi già nel 1842 molte terre già palustri divenute coltivabili nell'alta "Maremma Pisana" con l'attuazione del tipico sistema colonico e delle conseguenti formazioni di unità poderali, spezzando il latifondo terriero che da secoli vi insisteva. Nacquero i primi nuclei fuori dal centro storico di Bibbona e nuova popolazione si distribuì nella pianura della campagna redenta. Le coltivazioni furono protette dai forti venti marini con la piantumazione di una vasta pineta costiera, caratteristica delle ultime opere di risanamento ambientale delle coste toscane negli ultimi decenni del governo lorenese (pinete demaniali).
Alla fine degli anni ottanta del XVIII secolo fu costruito il forte sulla spiaggia antistante.
Nel 1868 la zona era completamente appoderata. Negli anni '70-80 del XX secolo, al fine di sviluppare il turismo nella zona, fu costruita alle spalle del forte alcune di colonie marine e campeggi che si accompagnarono ad abitazioni private ed infine ad un vasto progetto programmatico di "residence" che saturarono la zona (residence "Marina del Forte", lotti A, B, C, H; residence settore nord), creando una serie di piccoli centri commerciali.

### Simboli

Gonfalone utilizzato dal comune

Lo stemma è stato riconosciuto con D.C.G. del 4 agosto 1930.
Il gonfalone concesso con regio decreto del 30 maggio 1930 è un drappo di colore rosso, ornato di ricami d'argento e caricato dello stemma comunale, con la iscrizione centrata in argento: "Comune di Bibbona". Il gonfalone attualmente in uso presenta decori e iscrizione ricamati in oro.

## Monumenti e luoghi d'interesse

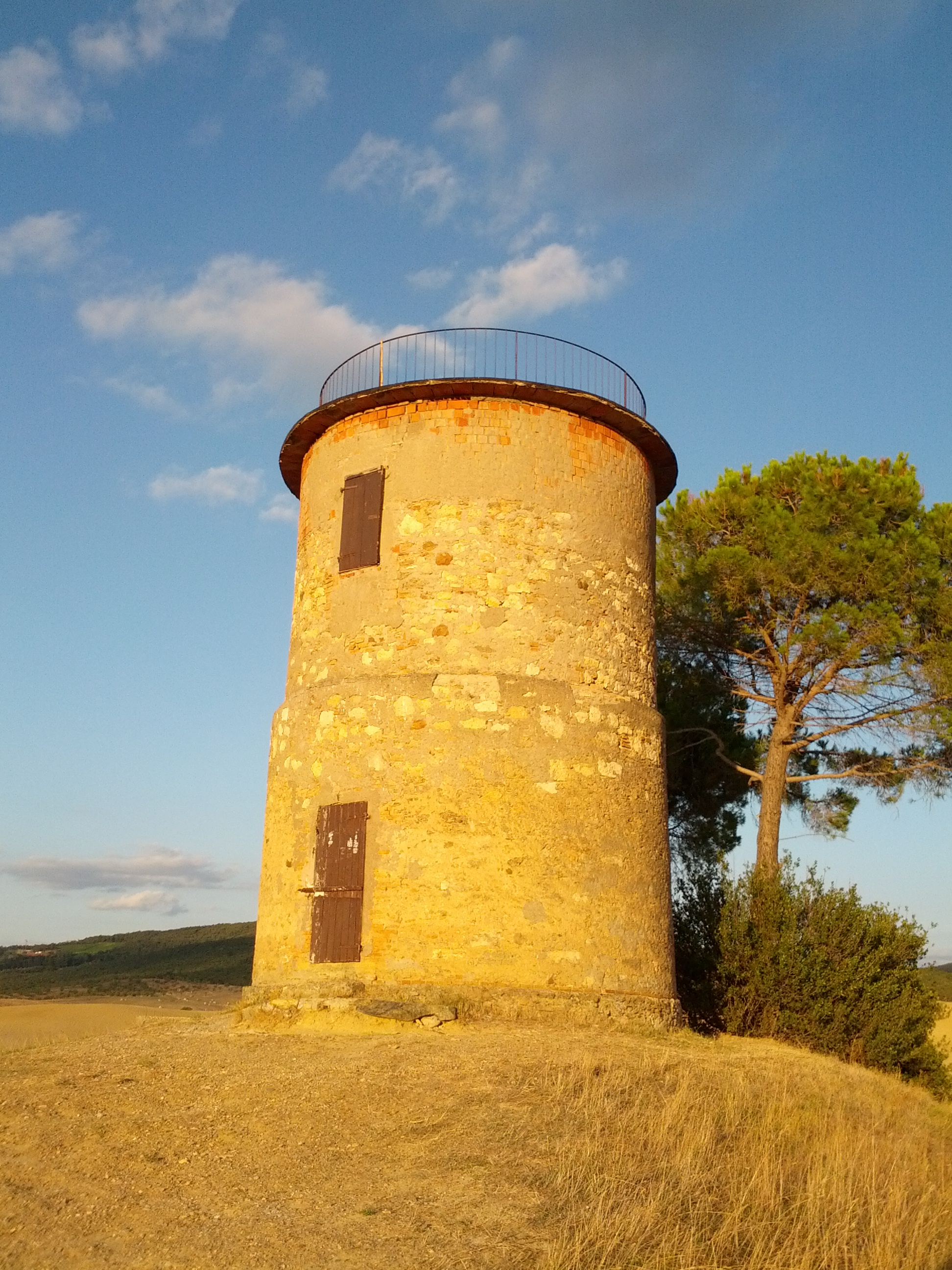
Mulino a vento Il Cardellino

Il centro storico del borgo, dalle caratteristiche strade lastricate in pietra, si snoda entro il perimetro dell'antico castello e ospita alcuni edifici di notevole valore artistico e storico.
Tra le architetture civili spicca il Palazzo del Comune vecchio, di impianto medievale e dalla facciata ornata dai numerosi stemmi delle famiglie nobiliari; non è comunque noto l'anno di fondazione, mentre sono documentati numerosi restauri dal XVII secolo fino ai giorni nostri.
Sulla piazza Gramsci sorge il Palazzo Gardini, che in epoca granducale fu sede dell'amministrazione delle Reali Possessioni; fu venduto all'asta alla fine del Settecento e assunse l'aspetto odierno nel corso del secolo successivo. Altra presenza è la medievale fonte di Bacco, situata subito fuori dalle mura.

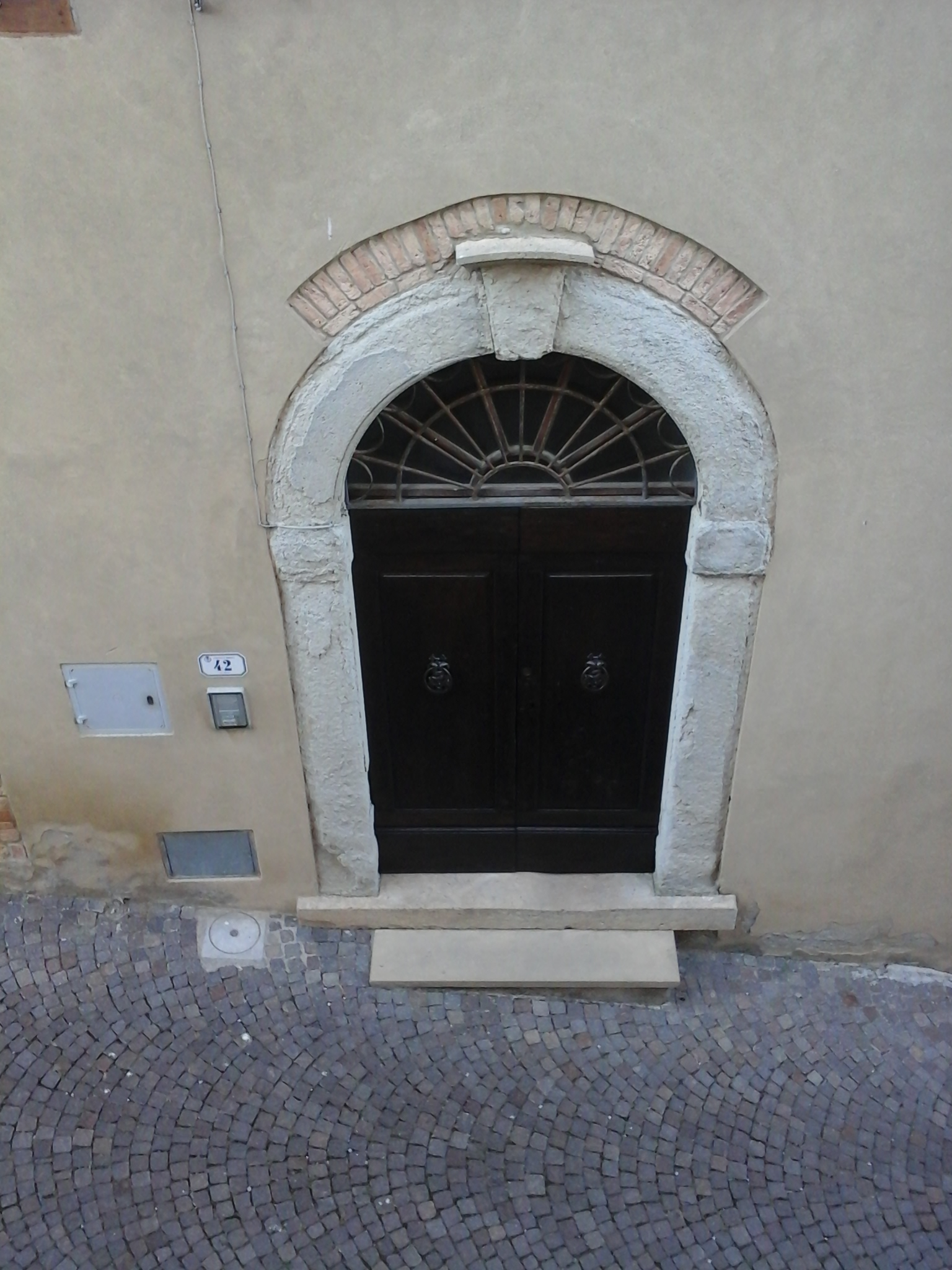
Portone di abitazione

Bibbona conserva inoltre numerose tracce dell'antiche fortificazioni. Nel punto più alto dell'abitato, presso piazza delle Vittoria, si innalza la cosiddetta Rocca; probabilmente fu costruita intorno al XIII secolo come residenza di una famiglia signorile, ma successivamente fu utilizzata come torre d'avvistamento. Restaurata più volte nel corso dei secoli, la parte superiore crollò a seguito del terremoto del 1846. Nella frazione di Marina di Bibbona si trova inoltre un forte settecentesco, costruito per volontà dei Lorena.
A circa 1 km dalla città si trova un vecchio mulino a vento Il Cardellino attivo dal XVIII secolo agli inizi del XX secolo. È stato restaurato nel 1967 dal proprietario Enrico Niccolini.
Tra le architetture religiose si segnalano:
- la medievale pieve di Sant'Ilario, fondata nell'XI secolo ed ampliata nel secolo seguente, che oltre ad opere pittoriche di rilievo conserva un prezioso tabernacolo in marmo bianco;

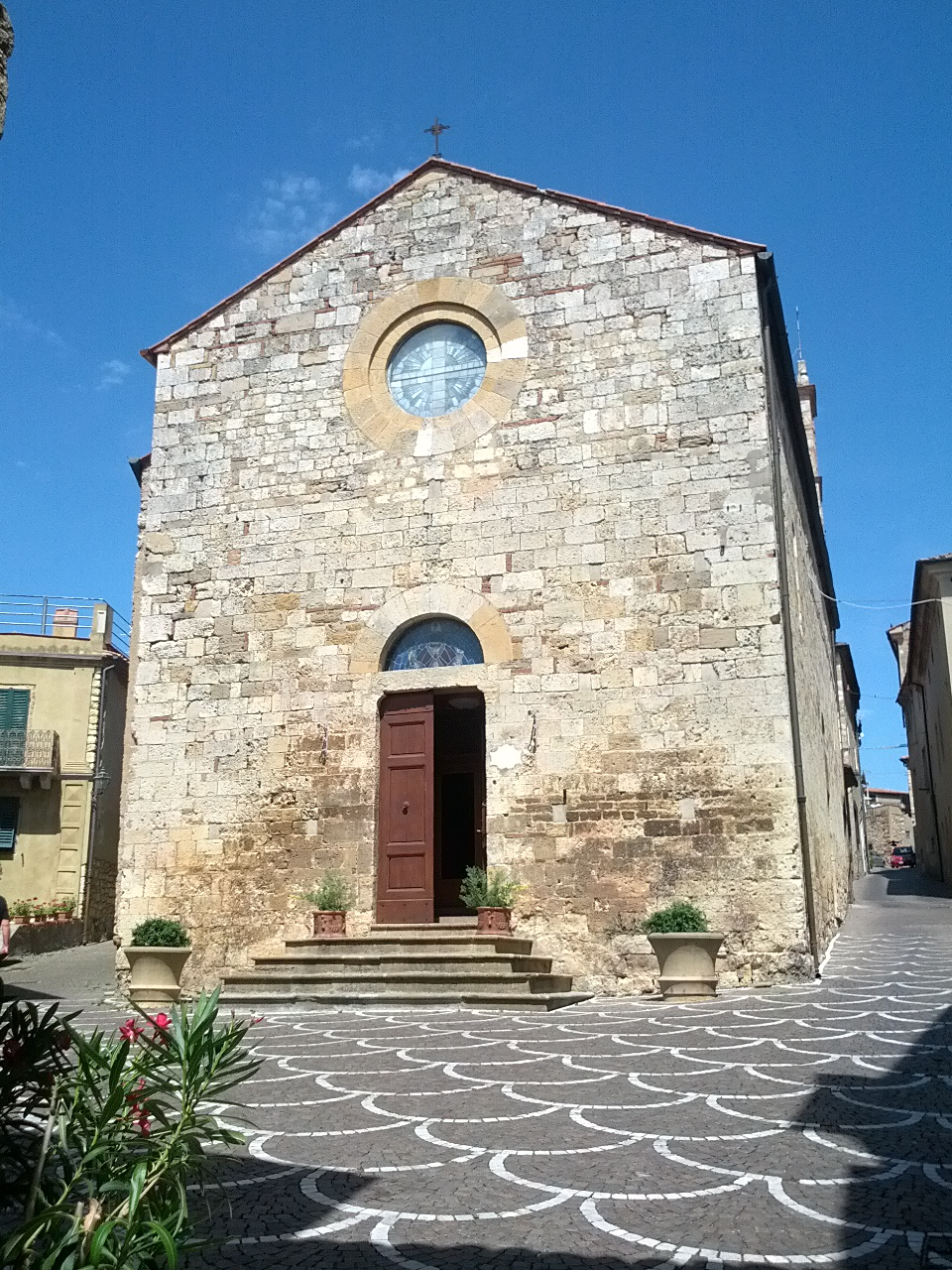
Pieve Sant'Ilario

- la chiesa di San Giuseppe, fondata nel 1589;
- la chiesa di Santa Maria della Pietà, opera del primo Rinascimento situata all'ingresso del piccolo borgo, di grande valore sia artistico che architettonico.

## Società

### Evoluzione demografica
Abitanti censiti

### Etnie e minoranze straniere
Secondo i dati ISTAT al 31 dicembre 2018 la popolazione di Bibbona è per circa l'87,90% di cittadinanza italiana. La popolazione straniera residente ammontava a 376 persone, pari al 12,07% della popolazione. 

## Cultura

### Eventi

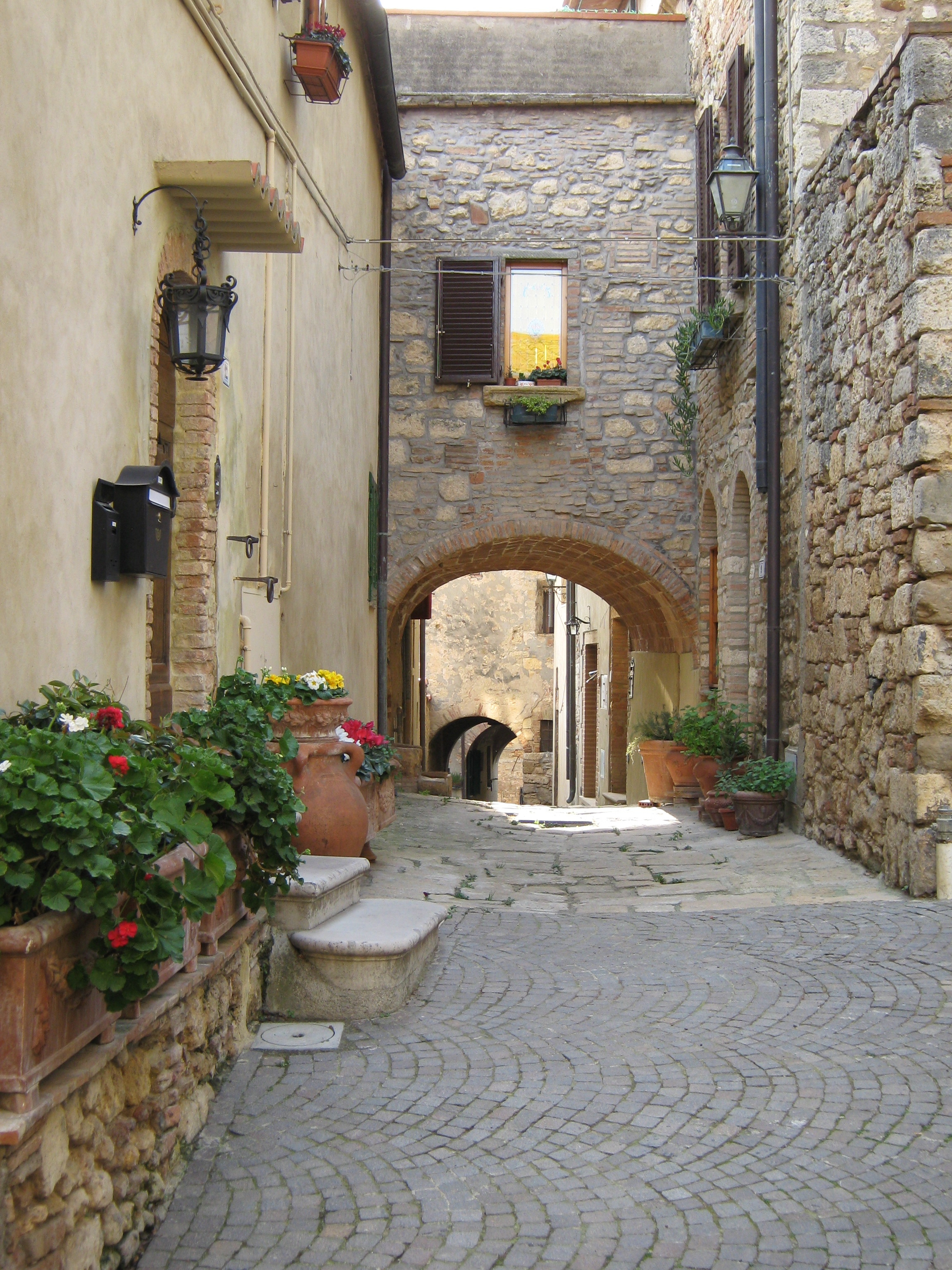
Vicoli del centro storico

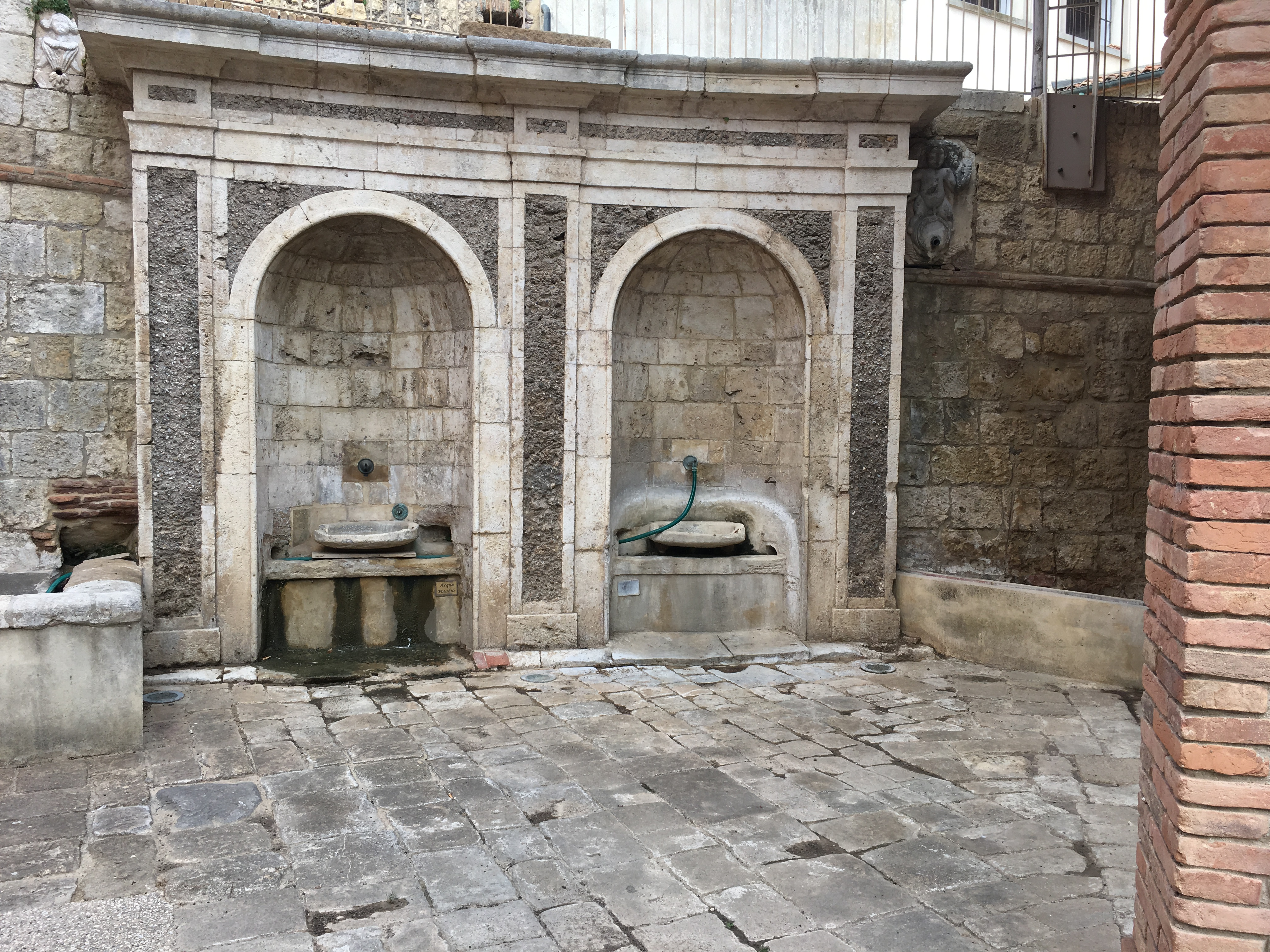
Fonte di Bacco

- Oliando: degustazione di olio extra vergine di oliva nel centro storico che si svolge nel periodo di Pasqua.
- Il Palio delle Botti e la Festa del cedro: appuntamenti storici della tradizione bibbonese che prevedono una sfida tra i rioni, con le botti. Si svolgono a Pasquetta.
- La Sacra Rappresentazione della Passione di Cristo: processione e rappresentazione per le vie del borgo. Si svolge il Venerdì Santo.
- La Festa per la Bandiera Blu: Si svolge in piazza del Forte a Marina di Bibbona all'inizio dell'estate.
- La Fiera della Zootecnia: si svolge a La California. Protagoniste le mucche di razza chianina.

## Geografia antropica

### Frazioni
- La California: località caratterizzata da grandi estensioni di campi coltivati e da poche case rurali. Il nome di questa località nasce da una storia di emigrazione: un abitante di Bibbona, emigrato nel secolo scorso negli Stati Uniti e precisamente in California, dove riuscì a fare una piccola fortuna, una volta tornato al proprio paese natale, decise di costruirvi una fattoria che volle quindi chiamare con il nome della nazione che lo aveva ospitato. Col passare del tempo, il nome è stato poi esteso all'intera borgata ed i suoi dintorni.
- Marina di Bibbona: uno dei centri di maggiore interesse turistico della Costa degli Etruschi, conosciuta anche come Marina del Forte, in riferimento al forte edificato dal granduca sulla costa nel 1780 della stessa tipologia di quello di Marina di Castagneto e di Forte dei Marmi e che si può ancora ammirare sulla spiaggia, si estende lungo un tratto di costa sabbioso, con spiagge caratterizzate da un aspetto marcatamente a "duna", delimitate da una fascia di vegetazione costituita da macchia mediterranea e pineta.

## Economia
Nel XV secolo uno dei primi statuti della comunità di Bibbona imponeva ad ogni capofamiglia di piantare ogni anno un olivo ed un paio di alberi da frutto e di coltivare l'orto, acciocché abbondanza sia di cavoli.
Fino a non molto tempo fa, l'economia locale era ancora caratterizzata dalla divisione in poderi coltivati da famiglie di mezzadri.
Da qualche decennio a questa parte, la diffusa rete di strutture ricettive presenti in particolar modo nella fascia litoranea, fa sì che il turismo sia la maggiore risorsa economica di questo territorio.
Ancora notevole anche la produzione di olio d'oliva e di vino.

## Infrastrutture e trasporti

### Ferrovie
All'interno del comune è presente la stazione di Bolgheri che è ormai l'unica stazione ferroviaria di Bibbona dopo la chiusura della stazione di Bibbona.

## Amministrazione
Di seguito è presentata una tabella relativa alle amministrazioni che si sono succedute in questo comune.
| Periodo        | Periodo        | Primo cittadino  | Partito                    | Carica  | Note   |
| -------------- | -------------- | ---------------- | -------------------------- | ------- | ------ |
| 9 giugno 1985  | 18 giugno 1990 | Giuliano Fulceri | Partito Comunista Italiano | Sindaco | [ 16 ] |
| 18 giugno 1990 | 24 aprile 1995 | Pierino Barsotti | Partito Comunista Italiano | Sindaco | [ 16 ] |
| 24 aprile 1995 | 14 giugno 1999 | Lorenzo Ciarcia  | Progressisti               | Sindaco | [ 16 ] |
| 14 giugno 1999 | 14 giugno 2004 | Lorenzo Ciarcia  | centro-sinistra            | Sindaco | [ 16 ] |
| 14 giugno 2004 | 8 giugno 2009  | Fiorella Marini  | centro-sinistra            | Sindaco | [ 16 ] |
| 8 giugno 2009  | 26 maggio 2014 | Fiorella Marini  | lista civica Bibbona unita | Sindaco | [ 16 ] |
| 26 maggio 2014 | 27 maggio 2019 | Massimo Fedeli   | lista civica Bibbona unita | Sindaco | [ 16 ] |
| 27 maggio 2019 | 10 giugno 2024 | Massimo Fedeli   | lista civica Bibbona unita | Sindaco | [ 16 ] |
| 10 giugno 2024 | in carica      | Massimo Fedeli   | lista civica Bibbona unita | Sindaco | [ 16 ] |